# Akşehir

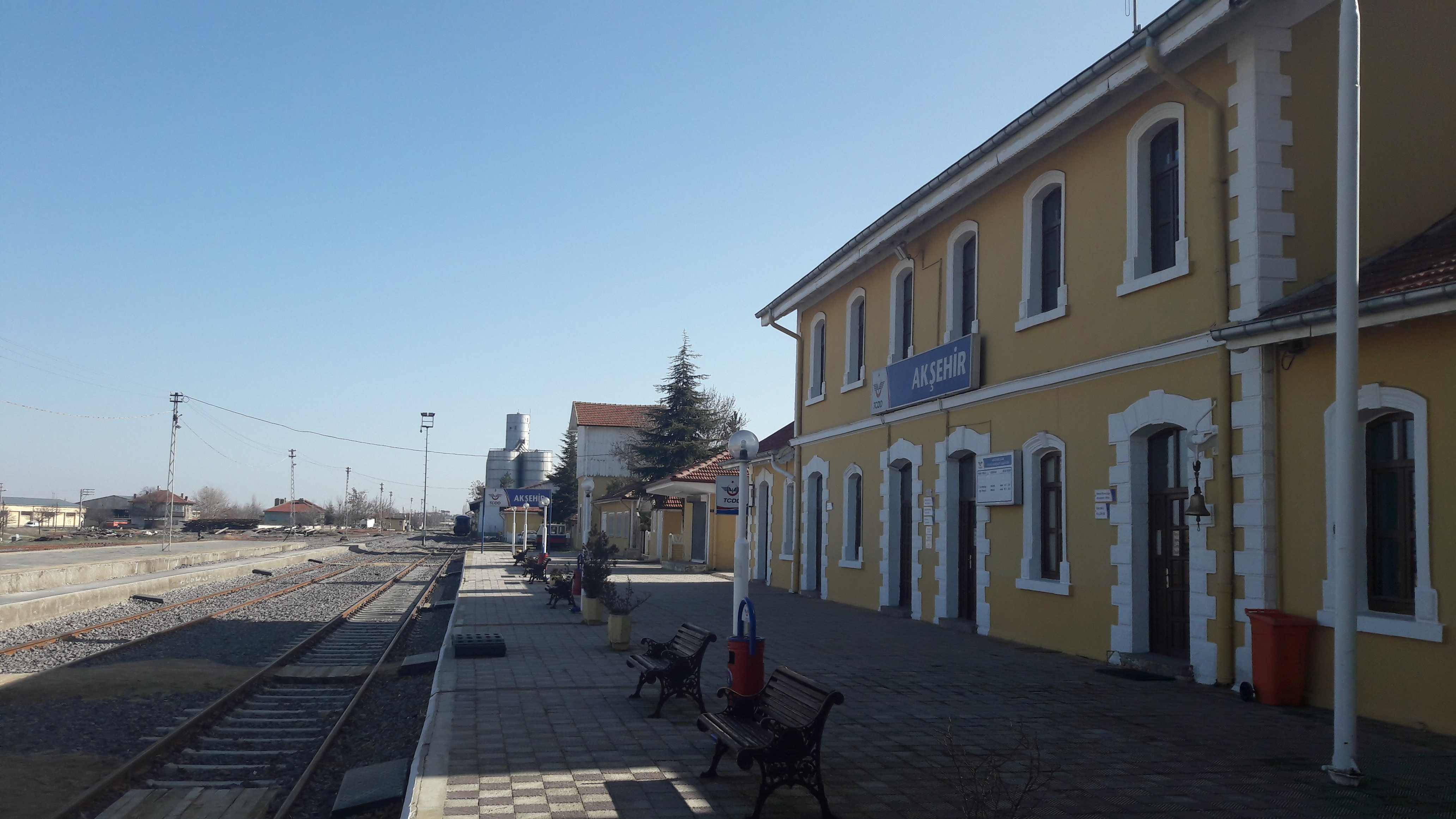
Estación de trenes en Akşehir.

Akşehir es un distrito y ciudad de la provincia de Konya en la región de Anatolia Central de Turquía. La ciudad era conocida como Filomelio (en griego: Φιλομήλιον) durante los imperios romano y bizantino respectivamente.

## Nombre
El nombre turco Akşehir es un compuesto de dos palabras: la palabra turca ak significa «blanco», y şehir proviene del persa شهر (shahr) que significa «ciudad»; de modo que Akşehir significa literalmente «ciudad blanca».

## Historia
Filomelio fue probablemente fundada en la gran carretera greco-romana desde Éfeso hacia el este. Aparece en una carta que los habitantes de Esmirna mandaron a esa ciudad describiendo el martirio de Policarpo. También la menciona Cicerón como el lugar donde fechó parte de su correspondencia mientras se dirigía a Cilicia. El lugar tuvo un papel considerable en las guerras fronterizas entre los emperadores bizantinos y el Sultanato de Rum, se convirtió en una importante ciudad de selyúcida y, a finales del siglo XIV, pasó a manos del Imperio Otomano. Según Ali de Yezd fue aquí donde el sultán otomano Bayezid I murió tras su derrota en la batalla de Ankara.

## Era moderna
Según el Instituto Estadístico Turco, en 2012 la población del distrito de Akşehir era de 62,054 habitantes —30,499 hombres y 31,555 mujeres—, mientras que en la ciudad era de 32,521 —15,875 hombres y 16,646 mujeres.
Los puntos de referencia de la ciudad incluyen la presunta tumba de Nasreddin, la tumba de Seydi Mahmut, un místico sufi seguidor de Rumi, y la casa utilizada como cuartel general por el ejército turco en la última fase de la guerra greco-turca (1919-1922); entre otros monumentos y casas turcas antiguas.
Cada 5 y 10 de julio se lleva a cabo una conmemoración con conciertos y otras actividades sociales en memoria del famoso residente de Akşehir, Nasreddin. Por su rico patrimonio arquitectónico, Akşehir es miembro de la Asociación Europea de Ciudades y Regiones Históricas con sede en Norwich.

## Geografía
La ciudad está situada en el borde de una llanura fértil, rodeada por Ankara en el noreste, por Konya al este y sureste, y por Isparta al oeste. Al norte del centro de la ciudad se halla el lago Akşehir, y al sur la cordillera Sultan Dagh o Montañas del Sultán. En la ciudad, los abanicos aluviales formaron llanuras en la falda de las Montañas del Sultán, que sirven como áreas residenciales, en el entorno inmediato del centro de la ciudad, y como zonas agrícolas en las partes exteriores de la ciudad. Allí se cultivan frutas y vegetales, así como cereales, remolachas y legumbres. La ciudad está rodeada de árboles densos.
Hay cientos de manantiales cercanos, que forman ríos y arroyos que fluyen hacia el lago Akşehir y el lago Eber. El más importante es el río Adiyán, que viene por la dirección de Doğanhisar y fluye hacia el lago Akşehir, a 5-6 km al noreste de la ciudad. El arroyo Akşehir emerge de las Montañas del Sultán y fluye a través de la ciudad. Este se inunda varias veces, aunque en menor cantidad con el paso de los años, y es completamente seco en verano.

## Clima
La región tiene un clima continental mediterráneo. Los veranos son cálidos y secos, y los inviernos fríos y lluviosos. Akşehir y sus alrededores se encuentran entre las áreas de mayor precipitación en la región de Anatolia Central, con 690 mm de lluvia al año, que cae sobre todo en invierno y primavera. La temperatura media anual es de 12 °C. La mayor parte del viento sopla desde el suroeste.
| Parámetros climáticos promedio de Aksehir | Parámetros climáticos promedio de Aksehir | Parámetros climáticos promedio de Aksehir | Parámetros climáticos promedio de Aksehir | Parámetros climáticos promedio de Aksehir | Parámetros climáticos promedio de Aksehir | Parámetros climáticos promedio de Aksehir | Parámetros climáticos promedio de Aksehir | Parámetros climáticos promedio de Aksehir | Parámetros climáticos promedio de Aksehir | Parámetros climáticos promedio de Aksehir | Parámetros climáticos promedio de Aksehir | Parámetros climáticos promedio de Aksehir | Parámetros climáticos promedio de Aksehir |
| Mes                                       | Ene.                                      | Feb.                                      | Mar.                                      | Abr.                                      | May.                                      | Jun.                                      | Jul.                                      | Ago.                                      | Sep.                                      | Oct.                                      | Nov.                                      | Dic.                                      | Anual                                     |
| ----------------------------------------- | ----------------------------------------- | ----------------------------------------- | ----------------------------------------- | ----------------------------------------- | ----------------------------------------- | ----------------------------------------- | ----------------------------------------- | ----------------------------------------- | ----------------------------------------- | ----------------------------------------- | ----------------------------------------- | ----------------------------------------- | ----------------------------------------- |
| Temp. máx. media (°C)                     | 5                                         | 6.7                                       | 10.6                                      | 15.6                                      | 20.6                                      | 25                                        | 27.8                                      | 27.8                                      | 25                                        | 17.8                                      | 12.8                                      | 6.7                                       | 16.7                                      |
| Temp. mín. media (°C)                     | -2.2                                      | -1.1                                      | 0.6                                       | 5                                         | 8.9                                       | 11.7                                      | 13.9                                      | 13.9                                      | 10                                        | 5.6                                       | 1.7                                       | 0                                         | 5                                         |
| Precipitación total (mm)                  | 71.1                                      | 66                                        | 68.6                                      | 68.6                                      | 55.9                                      | 45.7                                      | 17.8                                      | 12.7                                      | 17.8                                      | 48.3                                      | 55.9                                      | 76.2                                      | 607.1                                     |
| Fuente: Weatherbase                       |                                           |                                           |                                           |                                           |                                           |                                           |                                           |                                           |                                           |                                           |                                           |                                           |                                           |